# 普勒欧布瓦
普勒欧布瓦（法語：Preux-au-Bois，法語發音：[pʁø o bwa]）是法国上法蘭西大區北部省的一个市镇，属于埃尔普河畔阿韦讷区。

## 地理
普勒欧布瓦（50°9'48"N, 3°39'26"E）面积3.99 平方千米，位于法国上法蘭西大區北部省，该省份为法国最北部的省份及最长的省份，西北濒北海，西接加来海峡省，南至埃纳省和索姆省，东与比利时接壤。
与普勒欧布瓦接壤的市镇（或旧市镇、城区）包括：埃克、洛基尼奥勒、北部省普瓦、罗贝萨尔。

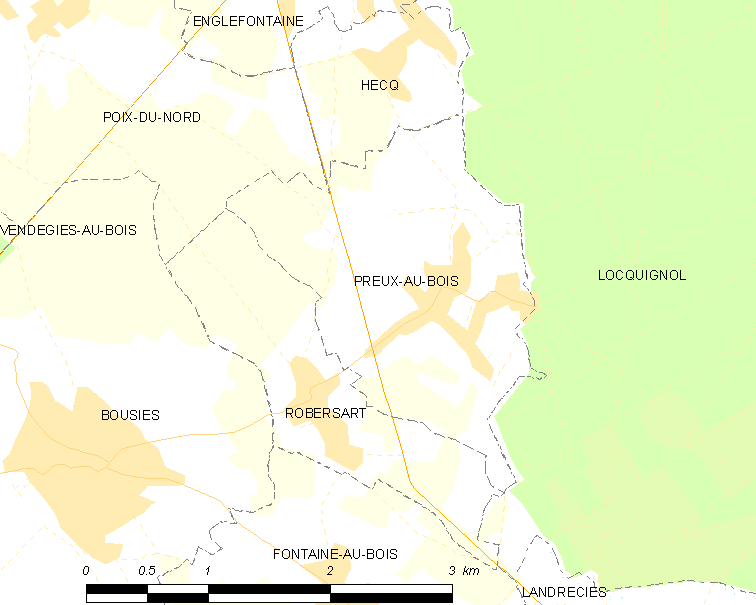
普勒欧布瓦的OSM定位图

普勒欧布瓦的时区为UTC+01:00、UTC+02:00（夏令时）。

## 行政
普勒欧布瓦的邮政编码为59288，INSEE市镇编码为59472。

## 政治
普勒欧布瓦所属的省级选区为埃尔普河畔阿韦讷县。

## 人口

1962-2008年间普勒欧布瓦人口变化图示

普勒欧布瓦于2022年1月1日时的人口数量为839人。